# La Cuba (Palermo)

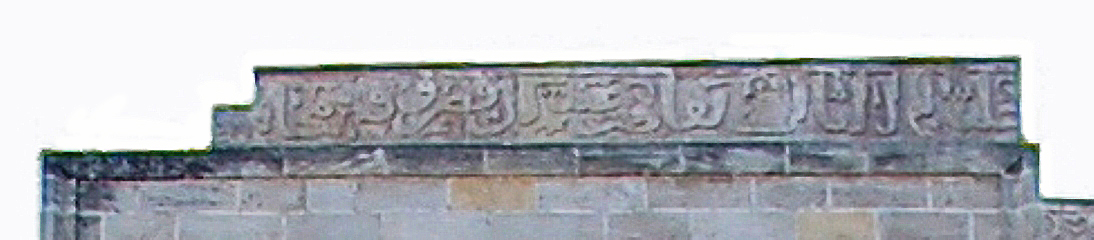
De Arabische inscriptie op het fries

La Cuba (Nederlands: de kubus, vanwege de vorm van het kasteel) is een kasteel in de Siciliaanse hoofdstad Palermo. Het kasteel werd gebouwd ten tijde van de Normandische heerschappij over Sicilië. Het staat ten westen van het oude stadscentrum in het voormalige Parco Nuovo, waar ook het Normandische kasteel La Zisa staat.

## Geschiedenis
De Normandische koning Willem II liet het kasteel La Cuba in 1180 bouwen op een eiland in een kunstmatig meer in het koninklijke park, 500 meter ten westen van het Palazzo dei Normanni. Een groot aantal werklieden dat bij de bouw was betrokken bestond uit Arabieren en zodoende heeft het gebouw naast Normandische ook Arabische invloeden.
In 1320 kwam La Cuba in privébezit. De beroemde 14e-eeuwse, Italiaanse schrijver Giovanni Boccaccio was zo onder de indruk van de prachtige Normandische tuinen en kastelen van Palermo dat hij La Cuba gebruikte als de locatie voor zijn zesde novelle van de vijfde dag in zijn beroemde werk Decamerone. Later kwam La Cuba in bezit van de Siciliaanse koningen totdat koning Alfons V van Aragón het kasteel overdroeg aan zijn Siciliaanse onderkoning.
In de 16e eeuw werd La Cuba tijdens een pestepidemie gebruikt als ziekenhuis. Ten tijde van de heerschappij van de Bourbons over Sicilië werd het kasteel een kazerne voor de cavalerie, waarbij het gebouw ten dele werd verbouwd.
In 1921 kwam La Cuba in bezit van de staat. Daarna werd begonnen met restauratiewerkzaamheden, die echter zeer langzaam vorderden, waardoor men tegenwoordig nog steeds delen van het kasteel moet restaureren. Ten eerste moesten de 18e-eeuwse verbouwingen ongedaan worden gemaakt, waarbij de meeste interieurs en plafonds verwijderd worden. Tot dusver zijn slechts enkele van steunbogen en gewelven en de Arabische inscriptie in het Koefische schrift op het fries gerestaureerd.
Het kasteel huisvest tegenwoordig een kazerne van de Carabinieri, maar is voor het publiek toegankelijk.
Dicht bij het kasteel staat de Cubula (kleine kubus), het enige nog bestaande Normandische paviljoen in het koninklijk park.

## Exterieur

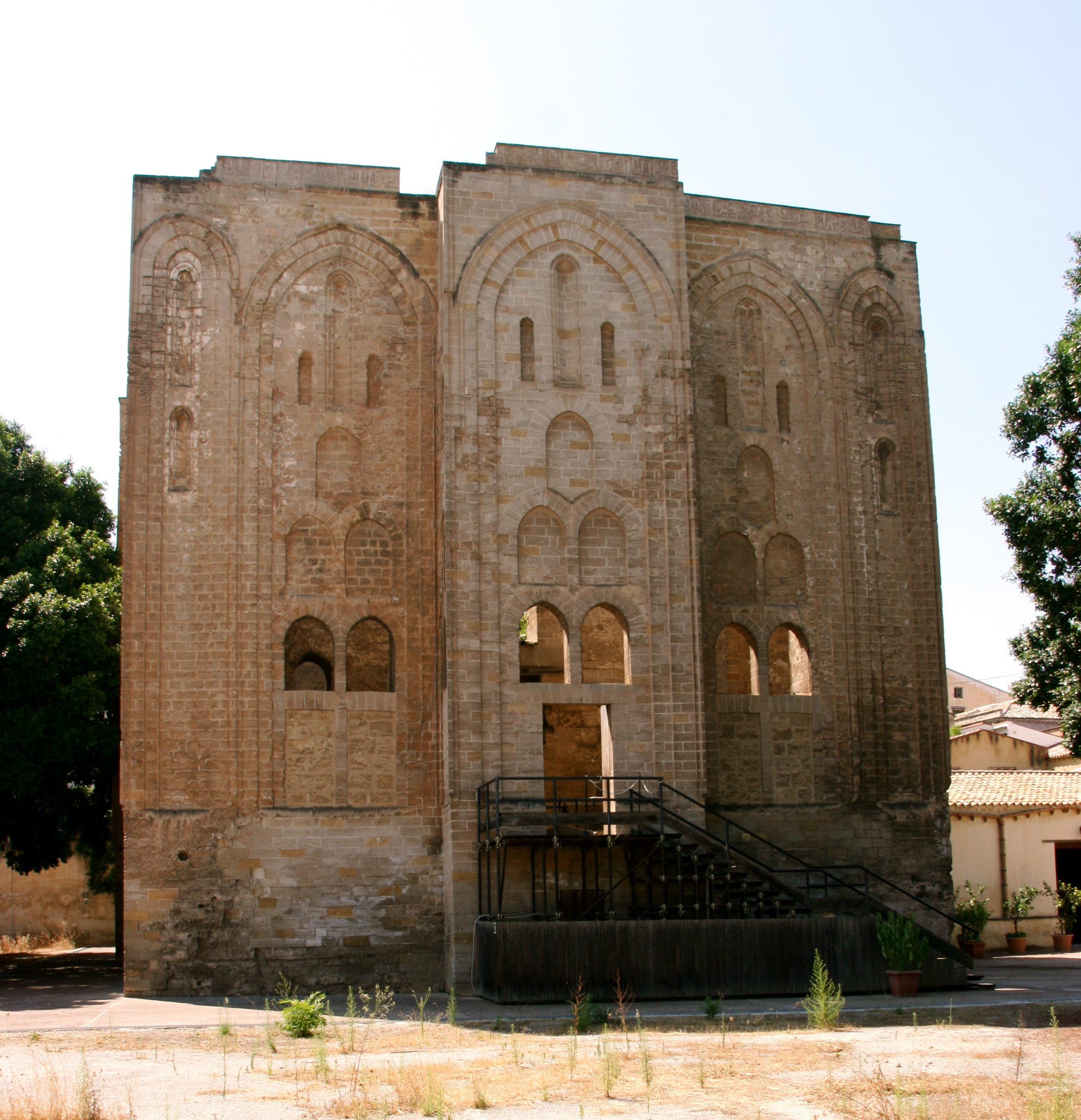
Noordgevel met de ingang

La Cuba is een kubusvormig gebouw, met een grondvlak van ongeveer 30 bij 16 meter. Anders dan bij La Zisa heeft La Cuba niet alleen bij de smalle muren risalieten, maar ook bij de brede muren. De façades zijn versierd met blinde bogen, kleine vensters en nissen. De Arabische inscriptie op het fries is tegenwoordig niet meer leesbaar, maar werd in 1849 ontcijferd en vertaald door Michele Amari en vertelt over de bouwheer en de datum van de voltooiing van het kasteel.
Als bovenkant vormt een fries rond het gebouw met er in Arabische schrift gegraveerd een toewijding aan de bouwer en de datum van voltooiing. De inscriptie is niet meer leesbaar, maar werd in 1849 ontcijferd en vertaald door de Siciliaanse oriëntalist Michele Amari.

## Interieur

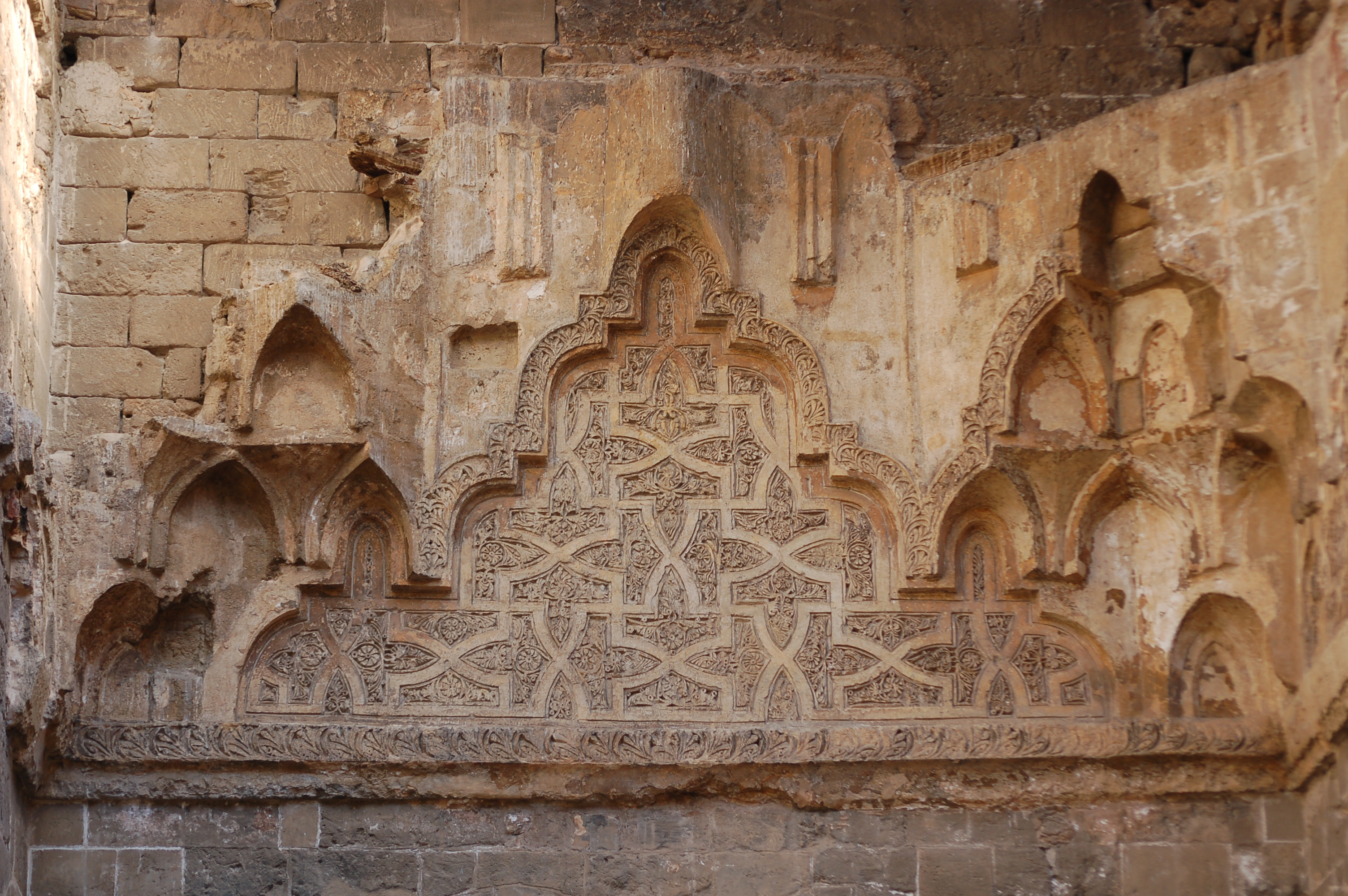
Muqarnas

De ingang van La Cuba bevindt zich in de risaliet van de noordgevel, waar ook de resten van een brug zijn gevonden die het kunstmatige meer overspande. De entree bestond uit drie aan elkaar grenzende, rechthoekige zalen. Via deze zalen komt men in het atrium met in het midden daarvan een impluvium in de vorm van achtpuntige ster. In het midden van de zijwanden bevonden zich nissen, in de uitstekende risalieten, met fonteinen
Aan de overkant van de ingang van het atrium bevindt zich een grote zaal, met een bijna vierkant grondplan. De achterwanden en zijwanden hebben nissen die zijn versierd met typisch Arabische muqarnas.
Tegenwoordig is La Cuba voor het grootste deel een leeg gebouw en alleen de beschadigde muqarnas tonen de oorspronkelijke pracht van het gebouw.